# Hypotrichina circinnata
Hypotrichina circinnata är en plattmaskart. Hypotrichina circinnata ingår i släktet Hypotrichina och familjen Cylindrostomidae. Inga underarter finns listade i Catalogue of Life.